# Фулбария (подокруг)
Фулбария (бенг. ফুলবাড়ীয়া, англ. Fulbaria) — подокруг на севере Бангладеш в составе округа Маймансингх. Образован в 1867 году. Административный центр — город Фулбария. Площадь подокруга — 402 км². По данным переписи 1991 года численность населения подокруга составляла 345 283 человека. Плотность населения равнялась 858 чел. на 1 км². Уровень грамотности населения составлял 30,02 %. Религиозный состав: мусульмане — 96,45 %, индуисты — 3,25 %, христиане — 0,26 %, прочие — 0,04 %.